# 今野晴貴
今野 晴貴（こんの はるき、1983年 - ）は、日本の労働運動家・社会学者。専門は、労働社会学・労使関係論。NPO法人「POSSE」代表理事。ブラック企業対策プロジェクト共同代表。学位は、博士（社会学）。

## 経歴
宮城県仙台市出身。仙台第二高等学校を経て、中央大学法学部卒業。一橋大学大学院社会学研究科博士課程修了、博士（社会学）。
2006年にNPO法人「POSSE」を設立。若者が直面している労働の実態を知るために、労働相談や聞き取り調査を始めた。2008年にPOSSE創立メンバーらと総合情報誌『POSSE』を創刊し、働く若者の実態と社会への問題意識を発信している。
2011年3月11日の東日本大震災のあと、被災地支援のために仙台でも「POSSE」の活動を開始。被災者の送迎支援などに尽力したほか、東北学院大学経済学部の佐藤滋ゼミや反貧困みやぎネットワークと協力して聞き取り調査も実施するなど、現地の市民運動と連携した活動を展開した。最近でも、2019年に宮城の市民運動団体と「大人食堂」を立ち上げ、同様の活動が一般に広まるきっかけをつくった。
2009年頃から、非正規雇用者だけでなく、IT企業や外食産業などで働く若い正社員からの労働相談が増え始めた。その実態を分析したのが2012年に出版された『ブラック企業―日本を食いつぶす妖怪』（文春新書）であり、「ブラック企業」という言葉とともに大きな反響を呼んだ。同書の記述に関し、ユニクロを運営するファーストリテイリングから今野に対して、法的措置を窺わせる「警告状」が出された。このことをきっかけに、企業からのスラップ訴訟に対抗して被害者を支援する全国的な組織として、弁護士の新里宏二、佐々木亮らがブラック企業被害対策弁護団を結成することになった。2013年9月には今野自らが藤田孝典らと発足させた市民団体「ブラック企業対策プロジェクト」の共同代表に就任し、大学教授やソーシャルワーカーなどとの連携も強めている。
こうした一連の活動について、過労死問題に取り組んできた経済学者の故・森岡孝二氏は、「ブラック企業」が「過労死」や「ワーキングプア」と並ぶ社会問題として認識されていくうえでの「火付け役をした」と評価している。
2013年12月、『ブラック企業』が第13回大佛次郎論壇賞を受賞。同年同月、「ブラック企業」で「ユーキャン新語・流行語大賞トップテン」受賞。
2014年から『Yahoo!ニュース個人オーサー』として労働・貧困問題に関して言論している。

## 人物
中学・高校時代からNHKドキュメンタリーを愛好しており、早くから社会問題に関心を持っていた。高校の同級生に教育学者の田口康大、ジャズミュージシャンの座小田諒一がいる。
中央大学では労働法を専攻。同大学での経験は、角田邦重中央大学名誉教授の労働法ゼミ卒業生らと出版した『リアル労働法』（法律文化社）に結実している。
中央大学在学中にNPO法人「POSSE」を立ち上げたきっかけは、若年労働者の非正規雇用や早期退職の問題を若者の自己責任にする風潮に対して怒りを抱いたことだった。労働問題の研究の傍ら、若者からの労働相談に関わり続けている。
労働相談の経験と労働政策研究の知見から、2008年から雑誌『POSSE』を発行しているほか、多数の著書を世に出している。また、経済雑誌、労務・人事雑誌等に多数論考を寄稿しているほか、行政、大学、弁護士会、労働組合などで頻繁に講演活動を行っている。
2013年には、公明党の国会議員団への講演、民主党の幹事長との対談等を通して、各政党関係者に対しブラック企業問題について告知し、また厚生労働事務次官から勉強会の依頼を受けるなど、日本国政府のブラック企業対策の実現に貢献した。
NPOを組織基盤としている点や、弁護士、人事コンサルタント、福祉関係者など幅広い分野の人物と共同して取り組む姿勢が、実践家の特徴として挙げられる

### 職歴
- 2006年 - 「POSSE」設立、代表理事就任[28]。
- 2007年2月27日 - 同団体が東京都からNPO法人認証。
- 2007年3月16日 - NPO法人として設立（会社法人等番号0109-05-001727）、代表理事就任。
- 2010年4月 - 日本学術振興会特別研究員（DC1：社会科学）[29]。
- 2013年3月 - 同満期[30]
- 2013年9月11日‐ブラック企業対策プロジェクト設立。共同代表就任

## 名誉棄損事件
2015年7月、今野と東京大学大学院教授の本田由紀らが記者会見を開き、「事実に反し、彼らの名誉を傷つける内容の誹謗中傷メールが関係者に送られていた」旨の発表をした。2014年10月、今野らが名誉毀損罪で警視庁に告訴した。警視庁尾久警察署は同年6月、名誉毀損の疑いで神奈川県横浜市の人物を書類送検した。
その人物は、2013年5月、実在するコンサルタントを名乗り「今野晴貴 新左翼カルト POSSEに注意！」「特定非営利活動法人POSSE及び同法人代表理事である今野晴貴は、特定の政治団体・セクトと関係しているが、その事実を秘して活動を行っている」「カルトの広告塔・本田由紀教授」などと記した電子メールを、今野の所属する大学院の研究科、今野らの講演を主催した団体やテレビ番組の共演者、今野の著書を出版しようとした出版社など、100件以上に渡り送っていた。
またその人物は、「POSSEは新左翼」「今野氏は過激派」などの主張をまとめたウェブサイトを複数作成し、そのURLを今野の所属する大学の研究者や、POSSEと接点を持った団体・研究者・著名人などに送っていた。
上記の電子メールやウェブサイトの内容に関して、今野は「記載事項は事実無根であり、今野・本田・POSSEは特定の政治団体・セクトとの間には何らの関係のない」旨の主張をしている。
今野は日本科学者会議への加入を拒否されたこともあったが、その原因が、その人物の主張により今野が不信感を抱かれたことにあると、今野は推測している。

## 著書

### 単著
- 『マジで使える労働法 : 賢く働くためのサバイバル術』イーストプレス、2009年5月。ISBN 978-4781601786。
- 『ブラック企業 日本を食いつぶす妖怪』文藝春秋〈文春新書878〉、2012年11月。ISBN 978-4166608874。
- 『日本の「労働」はなぜ違法がまかり通るのか？』星海社〈星海社新書32〉、2013年4月。ISBN 978-4061385320。
- 『ヤバい会社の餌食にならないための労働法』幻冬舎、2013年5月。ISBN 978-4344420267。
- 『生活保護:知られざる恐怖の現場』筑摩書房〈ちくま新書1020〉、2013年7月。ISBN 978-4480067289。
- 『ブラック企業ビジネス』朝日新聞出版〈朝日新書451〉、2013年11月。ISBN 978-4022735317。
- 『ブラック企業2 「虐待型管理」の真相』文藝春秋、2015年3月。ISBN 978-4166610037。
- 『求人詐欺 内定後の落とし穴』幻冬舎、2016年3月。ISBN 978-4344029149。
- 『君たちはどう働くか』皓星社、2016年3月。ISBN 978-4774406107。
- 『ブラックバイト―学生が危ない』岩波書店〈岩波新書1602〉、2016年4月。ISBN 978-4004316022。
- 『ブラック奨学金』文藝春秋〈文春新書1112〉、2017年6月。ISBN 978-4166611126。
- 『ブラック企業から身を守る! 会社員のための「使える」労働法』イースト・プレス、2018年8月。ISBN 978-4781616957。
- 『ストライキ2.0―ブラック企業と闘う武器』集英社、2020年3月。ISBN 978-4087211153。
- 『賃労働の系譜学 : フォーディズムからデジタル封建制へ』青土社、2021年11月。ISBN 9784791773947。

### 共編著
- 遠藤公嗣、木下武男・布川日佐史・本田由紀・後藤道夫・今野晴貴・小谷野毅・河添誠・田端邦彦共著『労働、社会保障政策の転換を―反貧困への提言』岩波書店〈岩波ブックレット746〉、2009年1月。ISBN 978-4-88320-407-6。
- 今野晴貴、川村遼平共著『ブラック企業に負けない』旬報社、2011年9月。ISBN 978-4845112319。
- 今野晴貴、常見陽平共著『IT企業という怪物 組織が人を食い潰すとき』双葉書店〈双葉新書064〉、2013年7月。ISBN 978-4575154153。
- 今野晴貴編著『断絶の都市センダイ ブラック国家・日本の縮図』朝日新聞出版、2014年5月。ISBN 978-4022511799。
- 今野晴貴、棗一郎・藤田孝典・上西充子・大内裕和・嶋崎量・常見陽平・ハリス鈴木絵美共著『ブラック企業のない社会へ―教育・福祉・医療・企業にできること』岩波書店〈岩波ブックレット905〉、2014年7月。ISBN 978-4002709055。
- 今野晴貴、ブラック企業被害対策弁護団共著『ドキュメント ブラック企業―「手口」からわかる闘い方のすべて』筑摩書房、2014年8月。ISBN 978-4480432049。
- 森岡孝二、今野晴貴・佐々木亮共著『いのちが危ない残業代ゼロ制度』岩波書店〈岩波ブックレット913〉、2014年11月。ISBN 978-4002709130。
- 今野晴貴、大内裕和共著『ブラックバイト』堀之内出版、2015年4月。ISBN 978-4906708574。
- 岸-金堂玲子、森岡孝二編著『健康・安全で働き甲斐のある職場をつくる―日本学術会議の提言を実効あるものに』ミネルヴァ書房、2016年3月。ISBN 978-4623075157。
- 大内裕和、今野晴貴共著『ブラックバイト 増補版―体育会経済が日本を滅ぼす』堀之内出版〈POSSE叢書Vol.2〉、2017年3月。ISBN 978-4906708734。
- エキタス、今野晴貴・雨宮処凛共著『エキタス』かもがわ出版、2017年8月。ISBN 978-4780309324。
- 今野晴貴、嶋﨑量共著『裁量労働制はなぜ危険か―「働き方改革」の闇』岩波書店〈岩波ブックレット980〉、2018年3月。ISBN 978-4002709802。
- 後藤道夫、中澤秀一・木下武男・今野晴貴・福祉国家構想研究会編著『最低賃金1500円がつくる仕事と暮らし―「雇用崩壊」を乗り超える』大月書店、2018年10月。ISBN 978-4272310531。
- 井手英策、今野晴貴・藤田孝典共著『未来の再建―暮らし・仕事・社会保障のグランドデザイン』筑摩書房〈ちくま新書〉、2018年12月。ISBN 978-4480071927。
- 今野晴貴、藤田孝典編著『闘わなければ社会は壊れる―〈対決と創造〉の労働・福祉運動論』岩波書店、2019年6月。ISBN 978-4000613491。
- 佐々木隆治、志賀信夫編著『ベーシックインカムを問いなおす―その現実と可能性』法律文化社、2019年10月。ISBN 978-4589040367。
- 河合塁, 奥貫妃文 編『リアル労働法』法律文化社、2021年5月。ISBN 9784589041562。
- 今野晴貴, 岩橋誠『外国人労働相談最前線』岩波書店〈岩波ブックレット, No.1061〉、2022年4月。ISBN 9784002710617。

## メディア出演・講演など

### 受賞
- 第30回（2013年）流行語大賞トップ10
  - 「ブラック企業」
- 第13回（2013年）大佛次郎論壇賞
  - 『ブラック企業 日本を食いつぶす妖怪』（文春新書）
- 第26回（2014年）日本労働社会学会奨励賞
  - 『ブラック企業ビジネス』（朝日新書）・『生活保護：知られざる恐怖の現場』（ちくま新書）

### 学会
- 日本大学社会学会 テーマ部会「検証 若者の今とこれから」（2013年）
  - 報告「ブラック企業と大学生の就職活動」
- 日本労働社会学会 第26回 公開シンポジウム「若者の就労と労働社会の行方」（2014年）
  - 報告「若年正社員における近年の変化 ― 新しい雇用類型に着目して」
- 労務理論学会 第24回全国大会 統一論題「雇用の大選別時代における人事労務管理」（2014年）
  - 報告「「ブラック企業」言説を生み出した労務管理の変化と労働組合の課題」
- 日本社会学会 社会学系コンソーシアム第7回シンポジウム「現代の雇用危機を考える」（2015年）
  - 報告「若年雇用の変容と政策・制度の機能不全——労働管理戦略の変質を中心に——」

- 日本教育福祉学会 第6回研究大会（2017年）
  - 報告「広がる『ブラックバイト問題』の背景と対応方法」

- 過労死防止学会 第3回大会（2017年）
  - 特別シンポ「若者に広がる過労自殺の要因と対策」コメンテーター

- 貧困研究会 第10回大会 共通論題「子どもの貧困の現状と政策的課題の検討－PART２ 自治体調査や施設から見た子どもの貧困－」（2017年）
  - 報告「相談事例から見る生活困窮と労働問題の相互関係」

- 日本教育福祉学会 第7回研究大会 テーマ「若者をめぐる就労問題と教育福祉」（2018年）
  - 報告「学生アルバイト問題の現状と背景」

- 日本比較経営学会 第43回全国大会 統一論題「新たな産業革命と企業経営－光と影－」（2018年）
  - 報告「製造業における2018年問題を考える  変わらなかった10年、10年後は変わるのか？」

- 過労死防止学会 第4回大会 分科会「裁量労働制と長時間労働の実態」（2018年）
  - 報告「裁量労働制における労務管理の実態分析」

- 経済理論学会 第66回大会 共通論題「転換する資本主義と政治経済学の射程――リーマンショック10年」（2018年）
  - 報告「労働問題の現状からの経済問題の考察――『下層労働市場』の形成と労使関係」

### 講演
- 2013.11.1 埼玉県労働者福祉協議会主催 教育フォーラム2013「ブラック企業の実態とその対応 ～今こそ重要な“労働”に関する教育～」（ときわ会館）
- 2013.12.7 中京大学国際教養学部主催 学術講和会「「ブラック企業問題」とは何か 問題の構造から、見分け方、対処法を考える」(中京大学)
- 2013.12.16 神奈川県主催 就活生・若者労働者セミナー「いわゆる「ブラック企業」を見抜く力」（神奈川労働プラザ）
- 2014.5.21 都留文科大学人権委員会主催「いわゆる「ブラック企業問題」とは何か」（都留文科大学）
- 2014.9.27 一般社団法人日本私立大学連盟主催 平成26年度第2回私立大学フォーラム「どうする、シューカツ？－働くことを考える－」（東北学院大学）
- 2014.11.26 東京都消費者月間実行委員会主催「ブラック企業を知る」（大田区立消費者生活センター）
- 2014.12.3 立教大学経済研究所主催 公開講演会「アベノミクスと雇用改革 ― 『ブラック企業』問題からワークライフバランスまで」（立教大学）
- 2014.12.9 福岡県主催 福岡地域労働教育講座「いわゆる「ブラック企業」とは？～その現状と対応策～」（福岡市健康づくりサポートセンター）
- 2015.1.24 日本学術会議社会学委員会・社会学系コンソーシアム 共催シンポジウム 「現代の雇用危機を考える」（日本学術会議大講堂）
- 2015.11.20 若者・就活生・新入社員のための労働法セミナー「いわゆる「ブラック企業」「ブラックバイト」の対処法」（かながわ県民センター）
- 2015.11.25 佐賀県労働委員会主催 委員特別研修「「ブラック企業問題」・「ブラックバイト問題」の実情と背景」（佐賀県庁）
- 2015.12.10 公益財団法人新聞通信調査会主催 シンポジウム「広がる格差とメディアの責務」（JPタワー・ホール＆カンファレンス）[35]
- 2016.11.23 厚生労働省主催 過労死等防止対策推進基本法シンポジウム「過酷労働・違法労働の発生要因と対策の在り方」（長崎市立図書館）
- 2017.5.21 社会福祉法人大阪ボランティア協会 2017年度定期総会 記念講演会「ソーシャルアクションにつなげる～ブラック企業と若者支援から考える～」（大阪ボランティア協会事務所 市民活動スクエア「CANVAS谷町」）
- 2017.11.30 厚生労働省主催 過労死等防止対策推進基本法シンポジウム「過酷労働・違法労働の発生要因と対策の在り方」（香川県社会福祉総合センター）
- 2017.12.9 人権講座 平成29年度人権啓発協働推進事業 法学部人権講座「若者の労働と人権」（宮崎産業経営大学）
- 2017.12.11 大谷大学助教企画 第10回ガクモン講座「ブラック企業・ブラック奨学金に立ち向かう」（大谷大学）
- 2018.6.30 企画展「働く人の権利を求めて」記念講演「現代労働問題と日本社会―ブラック企業問題とは何か」（吉野作造記念館）
- 2018.11.17 厚生労働省主催 過労死等防止対策推進シンポジウム「過酷労働・違法労働の発生要因と対策の在り方」（徳島県 トモニプラザ）
- 2018.11.24 第558回・沖縄大学土曜教養講座「沖縄から、ブラックバイト・ブラック労働問題を問う。」（沖縄大学アネックス共創館）
- 2018.11.27 厚生労働省主催 過労死等防止対策推進シンポジウム「過酷労働・違法労働の発生要因と対策の在り方」（JA長野県ビル）
- 2019.8.7 徳島県立人権教育啓発推進セミナー「第２回県民講座 外国人労働者の人権侵害をどう防ぐか支援者が知るべき問題の構図」（あいぽーと徳島）

### メディア出演
- BS朝日「午後のニュースルーム」 2013年4月10日
- TBSラジオ「荻上チキ Session22」 2013年4月15日
- 広島ローカルラジオ「RADIO ONE」 2013年4月29日
- 民主党テレビ「細野豪志幹事長との対談」 2013年7月3日
- IWJ「岩上代表との対談」 2013年7月17日
- NHK総合「NEWS WEB 24」 2013年8月8日
- NHKラジオ「私も一言」 2013年8月28日
- 文化放送 2013年9月2日
- テレビ朝日「朝まで生テレビ」 2013年9月27日
- NHK総合「あさイチ」 2013年10月7日
- TBSラジオ「荻上チキ Session22」 2013年10月21日
- BS11「本格報道 INsideOUT」 2013年10月31日
- FM東京「タイムライン」 2013年12月10日
- TBS「ニュースバード」2014年2月10日
- NHK Eテレ「オトナへのトビラTV」2014年2月27日
- TBSラジオ「荻上チキ・Session-22」2014年4月28日
- NHK「かんさい熱視線」2014年5月9日
- MBSラジオ「報道するラジオ」2014年12月12日
- NHK「NEWSWEB」2015年6月4日
- TBSラジオ「荻上チキ・Session-22」2016年3月4日

### 学会・学術誌
- 「ブラック企業の実態とその対策」『DIO』No.292(2014年4月) 公益財団法人連合総合生活開発研究所
- 「労働NPOの活動がどのように労働問題を社会問題に変えたのか」『大原社会問題研究所雑誌』677号 2015年3月号 pp.6-11, 大原社会問題研究所
- 「「ブラック企業問題」の沿革と展望 ―概念の定義及び射程を中心に」『大原社会問題研究所雑誌』681号 2015年7月号 pp.6-21, 大原社会問題研究所
- 「ブラック企業対策から見た近時の立法・改正法令の検討課題 (特集 近時の立法・改正法令の検討課題)」『季刊労働法』No.246（2014年）pp56-67
- 「ブラック企業と学生の就職活動」『社会学論叢』No.179（2014年3月）pp73-90
- 今野晴貴「近年の若年労働問題の発生要因の考察」『日本労働社会学会年報』第26巻、日本労働社会学会、2015年、3-27頁、doi:10.20750/arls.arls026.003、ISSN 09197990、NAID 130007895593。
- 「製造業派遣・請負労働の雇用類型 : 全国的移動及び移動の制度的媒介に着目して」『日本労働社会学会年報』No.28（2017年10月）pp111-140
- 今野晴貴「「奨学金破産」問題から考える若者の労働・貧困の現状」『電機連合navi : 労働組合活動を支援する政策・研究情報誌』第2018巻第3号、電機連合総合研究企画室、2018年、13-16頁、NAID 40021683488。
- 今野晴貴「製造業派遣・請負労働者の組織化過程の検討」『社会政策』第9巻第3号、社会政策学会、2018年3月、77-88頁、doi:10.24533/spls.9.3_77、ISSN 1883-1850、NAID 130007843351。
- 今野晴貴「労働問題の現状からの経済問題の考察－－「一般労働者階層」の形成と福祉政治」『季刊経済理論』第56巻第1号、経済理論学会、2019年、4頁、doi:10.20667/peq.56.1_4、ISSN 18825184、NAID 130008057209。

### 寄稿
- 「視点 経済再生とブラック企業」『労務事情』No.1247(2013年3月1日) 産労総合研究所
- 「視点 追い出し部屋問題」『労務事情』No.1248（2013年3月15日) 産労総合研究所
- 「ブラック企業が日本の未来を食いつぶす」『世界』No.843(2013年5月) pp.146-155 岩波書店
- 「生活保護に、いま何が起きているか」『ちくま』2013年8月号 pp.4-5 筑摩書房
- 「ブラック企業をめぐる誤解と企業の対策」『月刊人事労務実務のQ&A』NO.38(2013年9月) pp.1 日本労務研究会
- 「ブラック企業にならないための対策」『月刊人事労務』296号(2013年10月号) pp.4-15 日本人事労務研究所
- 「ブラック企業は社会にとってなぜ有害か」『労働経済春秋』Vol.9(2013年11月30日) pp.15-21 労働調査会
- 「論点70 「ブラック企業」をなくす方法教えます」『文藝春秋オピニオン 2014年の論点100』 pp.212-213 文藝春秋

- 「「解雇特区」に隠された罠」『文藝春秋』2013年12月号 pp.115-117 文藝春秋
- 「特集2014→2020 総予測【予測61 ブラック企業】激変する若年労働者市場労使間の話し合いは不可欠」『週刊ダイヤモンド』2013年12月28日号 ダイヤモンド社
- 「うつにして辞職に追い込むブラック企業の手口 (特集 うつの正体) -- (職場に戻る)」『週刊東洋経済』No.6506（2014年1月）pp78-81
- 「講演 相談活動を通した若者雇用、被災地の実態と改善の課題 (特集 地域の運動と組織の強化を)」『全労連』No.204（2014年2月）pp25-29
- 「ブラック企業からどう身を守るか。 (日本人の「働き方」)」『潮』No.663（2014年5月）pp48-53
- 「ブラック企業はなぜ社会問題化したか : 社会運動と言説」『世界』No.857（2014年6月）pp190-199
- 「「ブラック企業問題」で通告を受けて : 不当訴訟を「連帯」のチャンスに変える (特集 労働問題におけるスラップ訴訟)」『労働法律旬報』No.1820（2014年7月）pp7-10
- 「社会の存続脅かす「ブラック企業」問題 危険性を社会全体で認識し、対策を (特集 どうする 格差社会ニッポン)」『Journalism』No.294（2014年11月）pp68-74
- 「非正規雇用の構図に大きな変化が起きている : 企業と消費者のリスクも高まる (非正規労働者2000万人時代)」『金曜日』No.22(46)（2014年11月）pp19-22
- 「長時間労働問題と労働条件明確化の課題 (特集 労働時間規制を考える : なぜ労働時間規制は必要なのか?)」『労働法律旬報』No.1831・1832（2015年1月）pp01-25
- 「日をかえる法人 : 新たな人権への取り組み(第10回)NPO法人POSSEの労働相談窓口を通じて見えてくること」『ヒューマンライツ』No.322（2015年1月）pp42-47
- 「日本はブラック企業のない社会を目指せ (若者支援を考える)」『第三文明』No.663（2015年3月）pp20-22
- 「増え続ける派遣・パート ワーキングプアの蟻地獄 (特集 あなたを待ち受ける 貧困の罠) -- (広がる労働者の格差)」『週刊東洋経済』No.6586（2015年4月）pp74-76
- 「下流老人とブラック企業を解決せよ (アベノミクスの成否を問う)」『文芸春秋』No.93(14)（2015年12月）pp154-161
- 「ブラックバイト問題を「労働」から読み解く (特集 教育サバイバル)」『現代思想』（2016年4月）pp166-179
- 「求人詐欺問題の構図と分類 (特集 偽装求人問題)」『労働法律旬報』No.1862（2016年4月）pp7-12
- 「労働問題の現場から見るメディアの課題 : 「派遣村」・「ブラック企業」報道から偏向報道へ (特集 報道のリアル)」『現代思想』（2016年7月）pp138-146
- 「Q&A 就活性&親必読! ブラック企業はこう見抜け (特集 ググるだけではカモられる 情報の裏側) -- (賢人の戦略)」『週刊東洋経済』No.6699（2016年12月）pp74-75
- 「「働き方改革」はなぜ若者に支持されるのか? : 労務管理の実態から考える (特集 誰のための働き方改革?)」『世界』 No.901（2017年11月）pp133-142
- 「エステティックTBCが有期雇用労働者の「無期転換労働協約」を締結 : 無期化を促した労働配置の特性とは何か (特集 労契法一八条を活用するために)」『労働法律旬報』No.1900（2017年11月）pp16-20
- 「NHKスペシャル「巨龍中国」シリーズ : 「統治されやすい者」への変容 (総特集 現代を生きるための映像ガイド51)」『現代思想』（2018年3月）pp46-49
- 「なぜ、「多動力」が社会に受容されるのか? (特集 「多動」の時代 : 時短・ライフハック・ギグエコノミー)」『現代思想』（2018年11月）pp129-136
- 「「働き方改革」では解決できない労働問題 : 「職業の再建」と新しい労働運動のために (特集 「階級化」する社会と働く人々)」『月刊保団連』No.1292（2019年4月）pp11-16
- 雑誌『POSSE』内寄稿・対談など多数
  - 同誌はNPO法人POSSEによる発行
    - 「ユニクロ訴訟「ブラック企業の告発を封じ込めるスラップ」」水島宏明（ジャーナリスト・法政大学社会学部教授）×今野晴貴『POSSE』vol.21
    - 「シェアリング・エコノミーと普遍主義 : 新しい生き方を支える新しい財政を」『POSSE』vol.38
    - 「労働基準監督署は裁量労働制をどう取り締まるのか?」『POSSE』vol.39
    - 「労働者の階層分離とジャパンビバレッジ闘争の意義 : 階層としての「一般労働者」の大規模な出現と新しい労働運動の可能性 (東京駅の自販機を空にした労働組合)」『POSSE』vol.39
    - 「鼎談 宮田惟史×藤田孝典×今野晴貴 「経済成長」は長期停滞の処方箋か? : 『そろそろ左派は〈経済〉を語ろう : レフト3.0の政治経済学』への応答、 ブレイディみかこ・松尾匡・北田暁大著」『POSSE』vol.40

#### ヤフーオーサー記事
- 「固定残業代100時間」をめぐり集団訴訟へ 問われる「脱法」制度のあり方（2019年7月26日）
- 高校野球はブラック企業の温床か？ 張本氏の発言を労働相談の現場から考える（2019年7月29日）
- 「手取り23万」「食費4万」は果たして「贅沢」なのか？（2019年8月2日）
- 職場の熱中症対策 データから見える「意外」なリスクとは？（2019年8月5日）
- 思ったより「深刻」なリクナビ問題 「スコア社会」への予兆か？（2019年8月9日）

#### オンライン記事・寄稿
- 「現代労働問題の縮図としての原発 ―― 差別の批判から、社会的基準の構築へ」『SYNODOS』 2011年6月10日
- 「ブラック企業、このとんでもない妖怪に立ち向かうために『ブラック企業』著者、今野晴貴氏インタビュー」『SYNODOS』 2012年12月25日
- 「今野晴貴さんインタビュー「諦めず、権利を行使する。それは社会人として当然のスキル」―いま、日本で働くということ（2）」『The Huffington Post Japan』 2013年5月20日
- 「解雇規制緩和がブラック企業激増を招く」『ダイヤモンドオンライン』 2013年7月1日
- 「なぜIT労働者たちはネットに「ブラック」と書いたのか？～今野晴貴さんが語る「ブラック企業」という言葉の起源」『BLOGOS』 2013年9月12日
- 「政治の在り方に影響与えた 大佛次郎論壇賞を受賞して「ブラック企業」今野晴貴」『BOOKasahi.com』 2013年12月24日
- 「労働者を食い物にするような会社は潰しても仕方ない～「ダンダリン一〇一」原作者・田島隆氏×POSSE代表・今野晴貴氏対談～」『BLOGOS』 2013年12月25日
- 「時代を読む～若手論客に聞く（4）NPO法人代表・今野晴貴さん、日本型雇用を逆手に」『神奈川新聞』 2014年1月5日
- 「日本再生考 第11回 ＮＰＯ法人「ＰＯＳＳＥ（ポッセ）」代表・今野晴貴氏」『47NEWS』 2014年4月25日